# Новопилипівка
Новопили́півка (до 1914 р.— Акнокас) — село в Україні, у Мелітопольському районі Запорізької області. Входить до складу Мирненської селищної громади. Населення становить 705 осіб.

## Географія
Село Новопилипівка знаходиться на лівому березі річки Молочна, вище за течією на відстані 2 км розташоване селище Зарічне, нижче за течією примикає село Соснівка, на протилежному березі — села Терпіння, Тамбовка та селище Мирне. До села примикає великий лісовий масив урочище Старо-Бердянська Дача.

## Населення

### Мова
Розподіл населення за рідною мовою за даними перепису 2001 року:
| Мова       | Кількість | Відсоток |
| ---------- | --------- | -------- |
| російська  | 529       | 75.04%   |
| українська | 608       | 24.68%   |
| грецька    | 2         | 0.28%    |
| Усього     | 705       | 100%     |

## Історія
Біля села Тихонівки знайдено кам'яний шліфований сошник доби бронзи (І тисячоліття до н. е.). Поблизу Новопилипівки розкопані кургани доби бронзи (III—І тисячоліття до н. е.). Досліджено також 2 сарматські могильники (І—II століття н. е.).
Село засноване в 1859 році на місці ногайського поселення і спочатку носило назву Акнокас.
У 1928 році в селі була організована сільськогосподарська артіль «Марсове».
В роки застою в Новопилипівці розміщувалася центральна садиба колгоспу «Заповіт Ілліча», за яким було закріплено 5 998 га сільськогосподарських угідь. У селі працювали млин, пилорама, хлібопекарня.
У 2004 році було розпочато будівництво газопроводу, і 23 травня 2008 року село було газифіковано.
До 2017 року було центром Новопилипівської сільської ради.

## Економіка
- Старобердянський лісомисливський заказник державного значення площею 1000 гектарів.
- «Степне», агрофірма, ТОВ.

## Об'єкти соціальної сфери
- Школа.
- Дитячий садочок.
- Будинок культури.
- Амбулаторія загальної практики сімейної медицини. Фельдшерсько-акушерський пункт у сільраді відкрився в 2003 році. У 2009 році було прийнято рішення створити в селі амбулаторію, і 19 серпня 2011 року, після ремонту будівлі та закупівлі нового обладнання, амбулаторія загальної практики сімейної медицини була урочисто відкрита. В амбулаторії працюють акушер, фельдшер, патронажна сестра, лабораторія, маніпуляційний кабінет і кабінет денного стаціонару.[3]
- Храм Різдва Божої Матері. Підпорядкований Запорізька єпархія УПЦ Української православної церкви Московського патріархату .[4]

## Пам'ятки

### Старобердянське лісництво
На південь від Новопилипівки на лівому березі Молочної річки знаходиться Старобердянське лісництво — один з найстаріших на України лісових масивів у степовій зоні, закладений Й. Й. Корнісом в 1846 році. У лісництві ростуть більше 165 деревних і чагарникових порід, багато з яких екзотичні для України, мешкають 40 видів звірів і 50 видів птахів. У 1974 році лісництво оголошено державним заказником.

## Галерея
|                                     |                                     |                                                  |                     |
| пошта                               | будинок культури і пам'ятник Леніну | амбулаторія загальної практики сімейної медицини | військовий меморіал |
|                                     |                                     |                                                  |                     |
| дошкільний навчальний заклад «Орля» | магазин                             | магазин                                          | кладовище           |